# Белорусское генерал-губернаторство
Белору́сское генера́л-губерна́торство — военно-административная единица в Российской империи.

## Белорусские генерал-губернаторы
После первого раздела Речи Посполиты и присоединения к Российской империи земель Великого княжества Литовского, Екатериной II были образованы Псковская и Могилёвская губернии под надзором генерал-губернатора Чернышёва, с присвоением ему титула Белорусский, Псковский и Могилёвский. В 1776 году после образования из псковских земель Полоцкой губернии титул генерал-губернатора был изменён на Белорусский, Полоцкий и Могилёвский. При расширении полномочий генерал-губернатора изменялась и его титулатура.
Титульная приставка Белорусский у генерал-губернаторов символизировала преемственность и воссоединение земель древней Белой Руси с Российской империей.
В то же время другие деятели, такие как минский генерал-губернатор Тимофей Тутолмин и литовский генерал-губернатор Николай Репнин, такого титула не имели.

### Белорусская губерния
Согласно указу Павла I «О новом разделении государства на губернии» от 12 декабря 1796 года, были образованы три губернии: Белорусская губерния, учрежденная из Полоцкого и Могилёвского наместничеств; Минская губерния, учрежденная из Минского наместничества и Литовская губерния, учрежденная из Виленского, и Слонимского наместничеств.
Управление белорусской губернией было передано бывшему Смоленскому и Псковскому генерал-губернатору Григорию Осипову, но уже в следующем месяце белорусским губернатором стал бывший Таврический губернатор Семён Жегулин, с этого времени Белорусской губернией управлял гражданский губернатор.
В 1802 году губерния была упразднена, войдя в состав Витебской и восстановленной Могилёвской губернии.
| Ф. И. О.                               | Чин                | Титул                                                                   | Время               |
| -------------------------------------- | ------------------ | ----------------------------------------------------------------------- | ------------------- |
| Чернышёв, Захар Григорьевич            | генерал-губернатор | Белорусский, Псковский и МогилёвскийБелорусский, Полоцкий и Могилёвский | 1773—17761776—1782  |
| Пассек, Пётр Богданович                | генерал-губернатор | Белорусский, Полоцкий и Могилёвский                                     | 1782—1796           |
| Осипов, Григорий Михайлович            | генерал-губернатор | Белорусский                                                             | 1796—1797           |
| Жегулин, Семён Семёнович               | губернатор         | Белорусский                                                             | 1797—1798           |
| Римский-Корсаков, Александр Михайлович | военный губернатор | Белорусский Витебский и Могилёвский                                     | 1801—1802 1802—1803 |
| Михельсон, Иван Иванович               | военный губернатор | Витебский и Могилёвский                                                 | 1803—1807           |
| вакансия                               | вакансия           | вакансия                                                                | 1807—1811           |
| Александр Фридрих Вюртембергский       | военный губернатор | Витебский и Могилёвский                                                 | 1811—1822           |
| Хованский, Николай Николаевич          | генерал-губернатор | Смоленский, Витебский, Могилёвский и Калужский                          | 1823—1836           |
| Дьяков, Пётр Николаевич                | генерал-губернатор | Смоленский, Витебский и Могилёвский                                     | 1836—1845           |
| Голицын Андрей Михайлович              | генерал-губернатор | Смоленский, Витебский и Могилёвский                                     | 1845—1853           |
| Игнатьев Павел Николаевич              | генерал-губернатор | Смоленский, Витебский и Могилёвский                                     | 1853—1855           |
| Урусов, Михаил Александрович           | генерал-губернатор | Смоленский, Витебский и Могилёвский                                     | 1855—1856           |

Состав:
Витебская губерния,
Калужская губерния (с 1823 года по 8 января 1831 года),
Минская губерния (с 8 января по 8 апреля 1831 года),
Могилёвская губерния,
Смоленская губерния (с 1823 года).

## Организационные реформы в XIX веке
В период правления Павла I на смену прежнего генерал-губернаторского управления вводится должность военного губернатора. Военный губернатор, как и генерал-губернатор, являлся представителем верховной власти на местах. В его задачи входили: надзор за судебной, полицейской и хозяйственной деятельностью; контроль системы гражданского управления; предупреждение и подавление крестьянских волнений; военное управление в губернии; утверждение приговоров военного суда. Под контролем военного губернатора находились гражданский губернатор, губернское правление и войска, расположенные на вверенной ему территории.
При выполнении своих обязанностей он опирался на указы императора и Сената, а также принятый 7 ноября 1775 года при императрице Екатерине II законодательный акт реформы местного управления «Учреждения для управления губерний Всероссийской империи». Этот документ заложил основу административно-территориального управления, предписывающий организацию почтовых, судебных, банковских, учебных, религиозных, военных и других инфраструктурных учреждений.
Во времена Александра I должность военного губернаторства сохранялась на территории пограничных губерний, он также принял ряд указов, определяющих место военных губернаторов в системе местных органов власти. Так, военные губернаторы были окончательно приравнены к генерал-губернаторам. В условиях военного положения, вызванного войной 1812 года полномочия военных губернаторов, служивших на территории белорусских губерний, были расширены.
2 августа 1822 года должность белорусского военного губернатора упразднялась. Указом от 7 августа 1823 года на территории белорусских губерний был снова восстановлен институт генерал-губернаторства. 29 июня 1822 года на территории Минской, Виленской, Гродненской, Волынской, Подольской губерний и Белостокской области вся верховная власть была передана цесаревичу Константину Павловичу.
В 1853 году Министерством внутренних дел была опубликована Общая инструкция генерал-губернаторам, разграничивающая полномочия между генерал-губернатором и губернатором.
17 февраля 1856 года генерал-губернаторство было упразднено.

### Минские губернаторы
| Ф. И. О.                        | Чин                | Титул                                                             | Время               |
| ------------------------------- | ------------------ | ----------------------------------------------------------------- | ------------------- |
| Тутолмин, Тимофей Иванович      | генерал-губернатор | Минский, Изяславский и Брацлавский Минский, Подольский, Волынский | 1793—17961796—1796  |
| Беклешов, Александр Андреевич   | генерал-губернатор | Минский, Подольский, Волынский                                    | 1796—1801           |
| Фенш, Андрей Семёнович          | военный губернатор | Киевский, Минский, Подольский, Волынский                          | 1801—1803           |
| Тормасов, Александр Петрович    | военный губернатор | Киевский, Минский, Подольский, Волынский                          | 1803—1806           |
| Кутузов, Михаил Илларионович    | военный губернатор | Киевский, Минский, Подольский, Волынский                          | 1806—1809 1802—1803 |
| Милорадович, Михаил Андреевич   | военный губернатор | Киевский, Минский, Подольский, Волынский                          | 1810—1812           |
| Игнатьев, Гавриил Александрович | военный губернатор | Киевский, Минский, Подольский, Волынский                          | 1812—1815           |